# Manuel de Abreu Ferreira de Carvalho

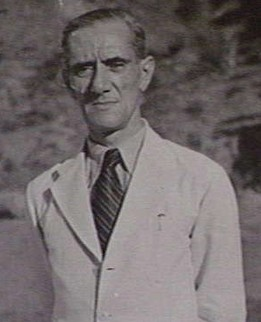
Manuel de Abreu Ferreira de Carvalho (Dezember 1945)

Manuel de Abreu Ferreira de Carvalho (* 19. Januar 1893, Porto, Portugal; † 13. Mai 1968 in Lissabon, Portugal) war ein portugiesischer Offizier und Gouverneur in verschiedenen Teilen des portugiesischen Kolonialreiches. Als Japan zwischen 1942 und 1946 die Kolonie Portugiesisch-Timor besetzte, war Carvalho hier Gouverneur. Für seinen Dienst in Afrika wurde Carvalho mehrfach ausgezeichnet.

## Ausbildung und Dienst in Afrika

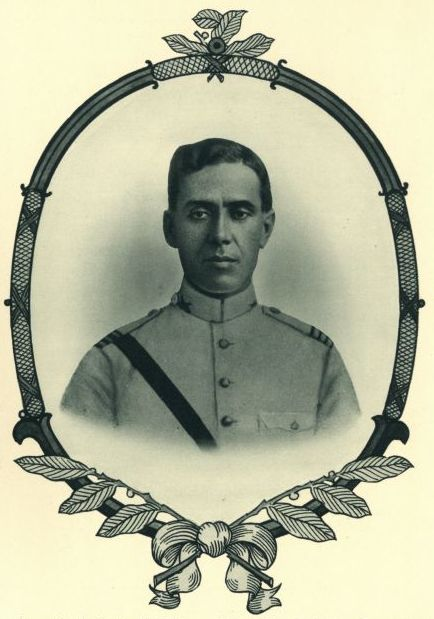
Manuel de Abreu Ferreira de Carvalho (Porträt aus den 1920er Jahren)

Carvalho studierte am Colégio Militar, von wo er zu einem Infanterielehrgang an der Armeeschule ging. Den Lehrgang schloss er im Schuljahr 1912/1913 ab und 1915 erhielt er sein Offizierspatent.
Portugal war im Rahmen des Ersten Weltkrieges Gegner Deutschlands, dessen Kolonie Deutsch-Südwestafrika an das portugiesische Angola grenzte. Eine zweite direkte Front bestand zwischen dem portugiesischen Mosambik und dem nördlich gelegenen Deutsch-Ostafrika.
Carvalho ging mit der 10ª Companhia Expedicionária nach Angola, wo er im Süden zwischen 1915 und 1916 an militärischen Einsätzen beteiligt war. 1916 wurde er zum Leutnant befördert und kam zur  7ª Companhia Indígena de Infantaria in Palma im Norden Mosambiks. Zwischen 1916 und 1918 nahm da Carvalho als Mitglied der 20ª Companhia Indígena Expedicionária an Einsätzen gegen die Deutschen in Ostafrika teil. Als Hauptmann wurde er im Juni 1921 zum Verwalter des Distrikts von Inhambane und im September desselben Jahres wurde Carvalho zum Kommandanten der Companhia Indígena de Infantaria a Pé  der Guarda Republicana in Lourenço Marques ernannt. Auf diesem Posten wechselte er im Oktober zum Kommando der 10ª Companhia Indígena de Infantaria. Vom 3. Dezember 1926 bis 1935 war Carvalho Gouverneur des Distrikts Quelimane. 1936 kehrte er zunächst nach Lissabon zurück, bevor er zum Gouverneur der Provinz Huíla in Angola ernannt wurde. 1939 erhielt Carvalho den Posten des Gouverneurs der Provinz Benguela.

## Portugiesisch-Timor
1940 wurde Carvalho Gouverneur von Portugiesisch-Timor. Japan hatte zu diesem Zeitpunkt bereits mit seinem Eroberungskrieg in Ostasien und im Pazifik begonnen. Als die japanischen Truppen die Kleinen Sundainseln bedrohten, boten die Alliierten an zum Schutz auch Truppen im Gebiet der neutralen portugiesischen Kolonie zu stationieren. Portugal lehnte ab und plante eigene Truppen zur Verstärkung aus Mosambik hierher zu verlegen. Die Alliierten sahen dadurch ihre Flanke gefährdet und besetzten daher mit einer 400 Mann starken Streitmacht aus Australiern und Holländern Portugiesisch-Timor. Der Gouverneur Carvalho erklärte sich selbst zum Gefangenen, um das Erscheinungsbild der Neutralität zu bewahren, während Portugals Diktator António de Oliveira Salazar gegen die Besetzung bei den alliierten Regierungen protestierte.
In der Nacht vom 19. zum 20. Februar 1942 begannen die Japaner mit der Invasion. Die australischen Einheiten in der Hauptstadt Dili mussten sich schnell zurückziehen. Es begann ein Guerillakrieg zwischen alliierten Soldaten und der japanischen Armee. Teilweise unterstützten Portugiesen und Timoresen die Alliierten dabei. Andere Timoresen kämpften auf Seiten der Japaner.

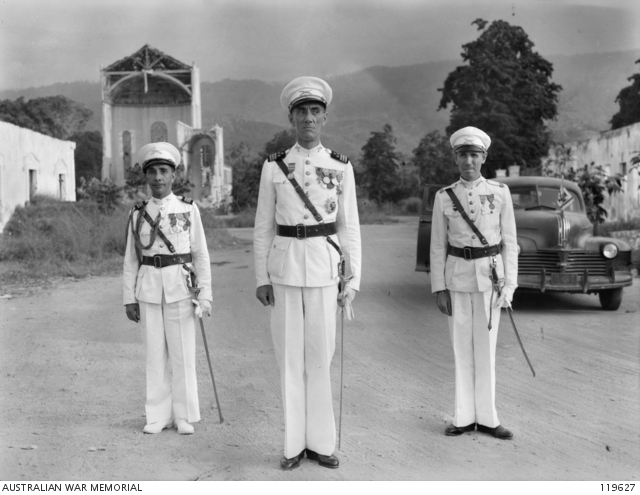
Carvalho bei der offiziellen Begrüßung der Alliierten in Dili
(24. September 1945)

Bis zum 9. August 1942 blieb die portugiesische Administration in ihrer Kolonie unter der japanischen Besatzung weiter für die Zivilverwaltung zuständig. In der australischen Militärmythologie wurde die Neutralität von Carvalho oft in Frage gestellt. Die Japaner machten sich aber gar nicht erst lange Gedanken über die Neutralität des Gouverneurs. Sie entmachteten ihn einfach, indem seine Autorität umgangen und die Telegrafenleitung nach Lissabon unterbrochen wurde. Ein japanischer Aktenvermerk vom Juni 1942 beschreibt Gouverneur Carvalho als stur und kompromisslos, da er sich weigerte, auf Forderung der Japaner portugiesische Beamte und timoresische Dienstboten zu bestrafen, und weil er die „Invasionsarmee“ unterstützte, wie die Japaner die Alliierteneinheiten bezeichneten. Der Gouverneur wurde zusammenfassend als großes Hindernis beim Luftkrieg und der Verteidigungsoperationen der Japaner angesehen.
Am 24. Juni brachten solche Behinderungen Tokio dazu, sich bei Portugals Diktator Salazar zu beschweren, inklusive einer Liste der feindlichen Akte, die von portugiesischen Offiziellen und Timoresen verübt wurden. Doch auch zwei Monate später konnte die lokale japanische Verwaltung keine Veränderung der Situation feststellen.
Ende August kam es zu Angriffen durch Timoresen auf Portugiesen. Einige Portugiesen und Chinesen wurden dabei getötet, was zu Unruhe unter der portugiesischen Bevölkerung führte. Japan schob die Vorfälle auf eine „Gruppe Westtimoresen“, die für die Japaner kämpfen und sich im Osten neu ansiedeln wollen. Aufgrund der Ereignisse schickte Gouverneur Carvalho eine Nachricht nach Lissabon mit der Bitte, die portugiesischstämmige Bevölkerung zur vorgelagerten Insel Atauro evakuieren zu dürfen. Doch das Schiff mit der Antwort kam nie auf Timor an und so wurde der Plan nicht umgesetzt. Mindestens 26 portugiesische Zivilisten wurden bereits in den ersten sechs Monaten der Besatzung getötet. Darunter örtliche Beamte und ein katholischer Priester.
Am 24. Oktober 1942 wurden portugiesische Beamte und ihre Familien (etwa 600 Personen) in Liquiçá und Maubara in Lagern interniert. Nur Carvalho und dem Bürgermeister von Dili wurde eine Gnadenfrist eingeräumt. Die letzten Portugiesen wurden entwaffnet. Die Bedingungen in dem Camp waren schlecht, Nahrungsmittel knapp und die Hygienebedingungen aufgrund von Wassermangel unzureichend. Zwar gab es einen portugiesischen Arzt, dem später zwei japanische Ärzte zugeteilt wurden, aber es fehlte an Medikamenten, weswegen viele Portugiesen starben.
Erst nach der Kapitulation Japans endete die Besetzung Portugiesisch-Timors. Am 1. September 1945 trafen sich japanische Vertreter mit Gouverneur Carvalho, um ein Ende der Feindseligkeiten zu vereinbaren. Am 5. September erklärte Japan offiziell die Rückgabe der Kolonie. Carvalho erhielt die Befehlsgewalt über ein bewaffnetes japanisches Kontingent, um die Ordnung weiter aufrechtzuerhalten. Die Waffen der japanischen Soldaten wurden an Portugal übergeben. Die Telegraphenverbindung von Lissabon nach Dili wurde am 12. September wiederhergestellt.

## Nachkriegszeit
Am 8. Dezember 1945 kehrte Carvalho nach Portugal zurück. Dort erhielt er den Posten des Inspektors für die überseeische Hauptverwaltung (Inspeção Superior da Administração Ultramarina), ab 1956 war er Chefinspektor der Behörde. Nach seiner Pensionierung wurde Carvalho Verwalter bei der Estado da Cabinda Gulf Oil Company. Carvalho starb am 13. Mai 1968 in Lissabon.